# Alstonia pneumatophora
Alstonia pneumatophora är en oleanderväxtart som beskrevs av Cornelis Andries Backer och L. G. Den Berger. Alstonia pneumatophora ingår i släktet Alstonia och familjen oleanderväxter. Inga underarter finns listade i Catalogue of Life.